# (8897) Defelice
(8897) Defelice (1995 SX) – planetoida z grupy pasa głównego asteroid okrążająca Słońce w ciągu 3,69 lat w średniej odległości 2,39 au. Odkryta 22 września 1995 roku.